# Mollweidesche Formeln

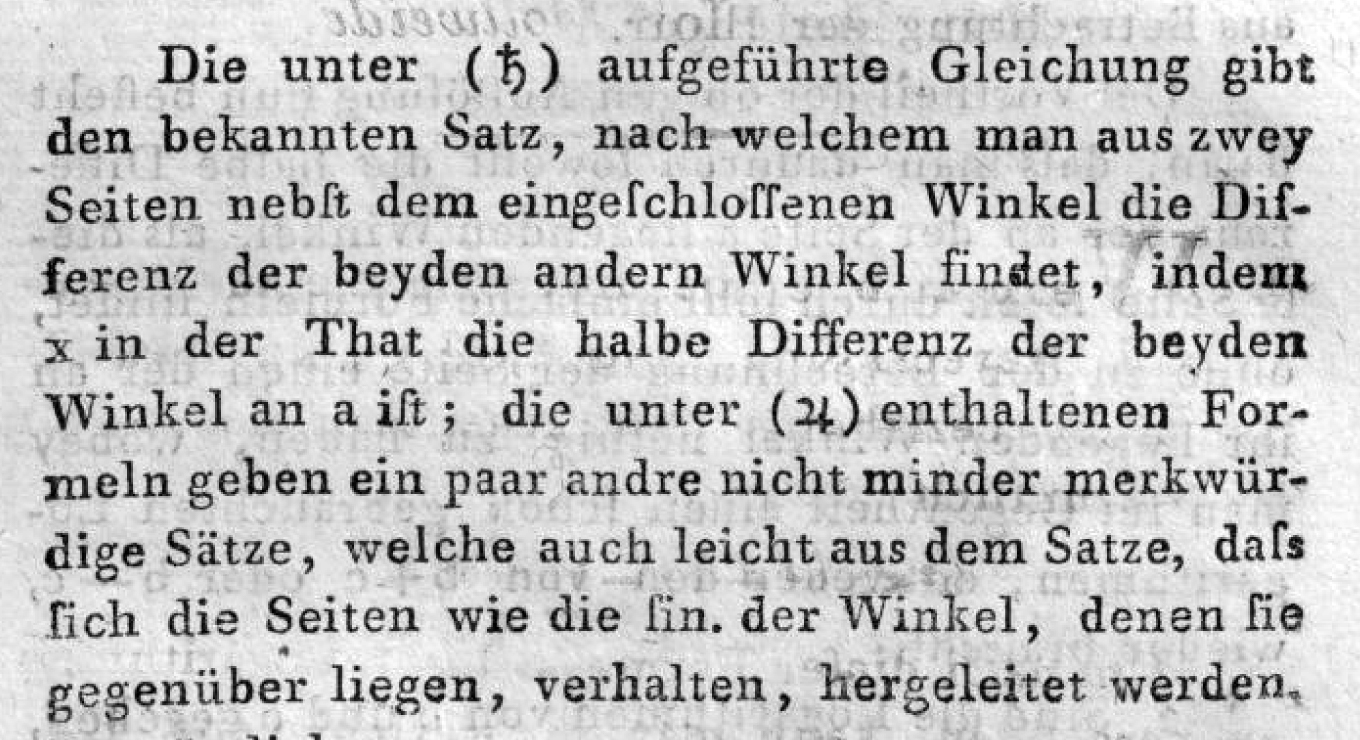
Originalpublikation aus dem Jahr 1808

Die mollweideschen Formeln, benannt nach dem deutschen Mathematiker und Astronomen Carl Brandan Mollweide, sind trigonometrische Formeln, die für beliebige Dreiecke gelten.

## Formeln

Bezeichnungen der Seiten und Winkel

{\displaystyle (b+c)\cdot \sin \left({\frac {\alpha }{2}}\right)=a\cdot \cos \left({\frac {\beta -\gamma }{2}}\right)}
{\displaystyle (b-c)\cdot \cos \left({\frac {\alpha }{2}}\right)=a\cdot \sin \left({\frac {\beta -\gamma }{2}}\right)}
{\displaystyle (c+a)\cdot \sin \left({\frac {\beta }{2}}\right)=b\cdot \cos \left({\frac {\gamma -\alpha }{2}}\right)}
{\displaystyle (c-a)\cdot \cos \left({\frac {\beta }{2}}\right)=b\cdot \sin \left({\frac {\gamma -\alpha }{2}}\right)}
{\displaystyle (a+b)\cdot \sin \left({\frac {\gamma }{2}}\right)=c\cdot \cos \left({\frac {\alpha -\beta }{2}}\right)}
{\displaystyle (a-b)\cdot \cos \left({\frac {\gamma }{2}}\right)=c\cdot \sin \left({\frac {\alpha -\beta }{2}}\right)}

## Herleitungen

### Algebraisch anhand trigonometrischer Identitäten
Sinussatz: 
{\displaystyle {b \over a}={\sin(\beta ) \over \sin(\alpha )}} (1)
{\displaystyle {c \over a}={\sin(\gamma ) \over \sin(\alpha )}} (2)
Sinusidentitäten:
{\displaystyle \sin(\beta )+\sin(\gamma )=2\cdot \sin \left({\beta +\gamma  \over 2}\right)\cdot \cos \left({\beta -\gamma  \over 2}\right)} (3)
{\displaystyle \sin(\beta )-\sin(\gamma )=2\cdot \cos \left({\beta +\gamma  \over 2}\right)\cdot \sin \left({\beta -\gamma  \over 2}\right)} (4)
Sinus-Additionstheorem für Doppelwinkel:
{\displaystyle \sin(\alpha )=\sin \left(2\cdot {\alpha  \over 2}\right)=2\cdot \sin \left({\alpha  \over 2}\right)\cdot \cos \left({\alpha  \over 2}\right)} (5)
Winkelsumme im Dreieck und Übergang zum Komplementärwinkel: 
{\displaystyle \sin \left({\beta +\gamma  \over 2}\right)=\sin \left({180^{\circ }-\alpha  \over 2}\right)=\sin \left(90^{\circ }-{\alpha  \over 2}\right)=\cos \left({\alpha  \over 2}\right)} (6)
{\displaystyle \cos \left({\beta +\gamma  \over 2}\right)=\cos \left({180^{\circ }-\alpha  \over 2}\right)=\cos \left(90^{\circ }-{\alpha  \over 2}\right)=\sin \left({\alpha  \over 2}\right)} (7)
Addition von (1) und (2), Anwendung von (3) und (5), Kürzen unter Verwendung von (6):
{\displaystyle {b+c \over a}={\sin(\beta )+\sin(\gamma ) \over \sin(\alpha )}={\frac {2\cdot \sin \left({\beta +\gamma  \over 2}\right)\cdot \cos \left({\beta -\gamma  \over 2}\right)}{2\cdot \sin({\alpha  \over 2})\cdot \cos({\alpha  \over 2})}}={\frac {\cos \left({\beta -\gamma  \over 2}\right)}{\sin({\alpha  \over 2})}}}
Subtraktion von (1) - (2), Anwendung von (4) und (5), Kürzen unter Verwendung von (7):
{\displaystyle {b-c \over a}={\sin(\beta )-\sin(\gamma ) \over \sin(\alpha )}={\frac {2\cdot \cos \left({\beta +\gamma  \over 2}\right)\cdot \sin \left({\beta -\gamma  \over 2}\right)}{2\cdot \sin({\alpha  \over 2})\cdot \cos({\alpha  \over 2})}}={\frac {\sin \left({\beta -\gamma  \over 2}\right)}{\cos({\alpha  \over 2})}}}
Multiplikation mit dem gemeinsamen Nenner ergibt die angegebenen Formeln. Die anderen beiden Formeln, die eine Summe bzw. eine Differenz zweier Seiten enthalten, entstehen durch zyklische Substitution der Seiten- und Winkelbezeichnungen.

### Geometrisch

Bezeichnungen der Seiten und Winkel

Im rechtwinkligen Dreieck {\displaystyle \triangle AFB} gilt {\displaystyle |FB|=c\cdot \sin \left({\frac {\alpha -\beta }{2}}\right)} und im rechtwinkligen Dreieck {\displaystyle \triangle EFB} zudem {\displaystyle |FB|=(a-b)\cdot \cos \left({\frac {\gamma }{2}}\right)}. Damit ergibt sich:
{\displaystyle (a-b)\cdot \cos \left({\frac {\gamma }{2}}\right)=c\cdot \sin \left({\frac {\alpha -\beta }{2}}\right)}
Betracht man die Strecke  {\displaystyle AF}, so gilt für deren Länge:
{\displaystyle {\begin{aligned}|AF|&=|AD|+|DE|+|EF|\\&=b\cdot \sin \left({\frac {\gamma }{2}}\right)+b\cdot \sin \left({\frac {\gamma }{2}}\right)+(a-b)\cdot \sin \left({\frac {\gamma }{2}}\right)\\&=(a+b)\cdot \sin \left({\frac {\gamma }{2}}\right)\\\end{aligned}}}
Im rechtwinkligen Dreieck {\displaystyle \triangle AFB} gilt aber auch {\displaystyle |AF|=c\cdot \cos \left({\frac {\alpha -\beta }{2}}\right)}, damit ergibt sich insgesamt:
{\displaystyle (a+b)\cdot \sin \left({\frac {\gamma }{2}}\right)=c\cdot \cos \left({\frac {\alpha -\beta }{2}}\right)}

## Verallgemeinerung

Ein Sehnenviereck mit den Innenwinkeln,, und und dem Winkel.

Eine Verallgemeinerung der mollweideschen Formeln gilt für Sehnenvierecke. Sei {\displaystyle \square ABCD} ein Sehnenviereck mit den Seitenlängen {\displaystyle |AB|=a}, {\displaystyle |BC|=b}, {\displaystyle |CD|=c} und {\displaystyle |DA|=d} und den Innenwinkeln {\displaystyle \angle {DAB}=\alpha }, {\displaystyle \angle {ABC}=\beta }, {\displaystyle \angle {BCD}=\gamma } und {\displaystyle \angle {CDA}=\delta }. Außerdem sei {\displaystyle E} der Schnittpunkt der Diagonalen und {\displaystyle \angle {CED}=\theta } der anliegende Winkel im Dreieck {\displaystyle \triangle {CED}}. Dann gil:t
{\displaystyle {\begin{aligned}{\frac {a+c}{b+d}}&={\frac {\sin {\tfrac {\alpha +\beta }{2}}}{\cos {\tfrac {\gamma -\delta }{2}}}}\cdot \tan {\tfrac {\theta }{2}}\\{\frac {a-c}{b-d}}&={\frac {\cos {\tfrac {\alpha +\beta }{2}}}{\sin {\tfrac {\delta -\gamma }{2}}}}\cdot \cot {\tfrac {\theta }{2}}\\\end{aligned}}}
Daraus ergeben sich einige Varianten dieser Formeln:
{\displaystyle {\begin{aligned}\sin {\tfrac {\alpha +\beta }{2}}={\phantom {-}}\cos {\tfrac {\beta -\gamma }{2}}={\phantom {-}}\sin {\tfrac {\gamma +\delta }{2}}=\cos {\tfrac {\delta -\alpha }{2}}\\\cos {\tfrac {\alpha +\beta }{2}}=-\sin {\tfrac {\beta -\gamma }{2}}=-\cos {\tfrac {\gamma +\delta }{2}}=\sin {\tfrac {\delta -\alpha }{2}}\\\end{aligned}}}
Daraus ergeben sich außerdem folgende Formeln mit Halbwinkeln des Tangens:
{\displaystyle {\begin{aligned}{\frac {a+c}{b+d}}&={\frac {\tan {\tfrac {\alpha }{2}}+\tan {\tfrac {\beta }{2}}}{1+\tan {\tfrac {\alpha }{2}}\cdot \tan {\tfrac {\beta }{2}}}}\cdot \tan {\tfrac {\theta }{2}}\\{\frac {b-d}{a-c}}&={\frac {\tan {\tfrac {\alpha }{2}}-\tan {\tfrac {\beta }{2}}}{1-\tan {\tfrac {\alpha }{2}}\cdot \tan {\tfrac {\beta }{2}}}}\cdot \tan {\tfrac {\theta }{2}}\\\end{aligned}}}

## Geschichte
Die Formeln wurden in der heutigen Darstellung 1808 von Mollweide veröffentlicht und verbreiteten sich anschließend unter seinen Namen. Allerdings waren sie schon vorher anderen Mathematikern bekannt. Die Kosinusgleichungen finden sich bereits in Isaac Newtons Arithmetica Universalis (1707). Sowohl die Sinus- als auch die Kosinusvariante finden sich als geometrische Lehrsätze in Analysis triangulorum (1746) von F. W. de Oppel. Ebenfalls noch vor Mollweide finden sich die Formeln auch in Werken von Thomas Simpson (1748), Antoine-René Mauduit (1765) und Antonio Cagnoli (1786).